# Przesmyk GIUK

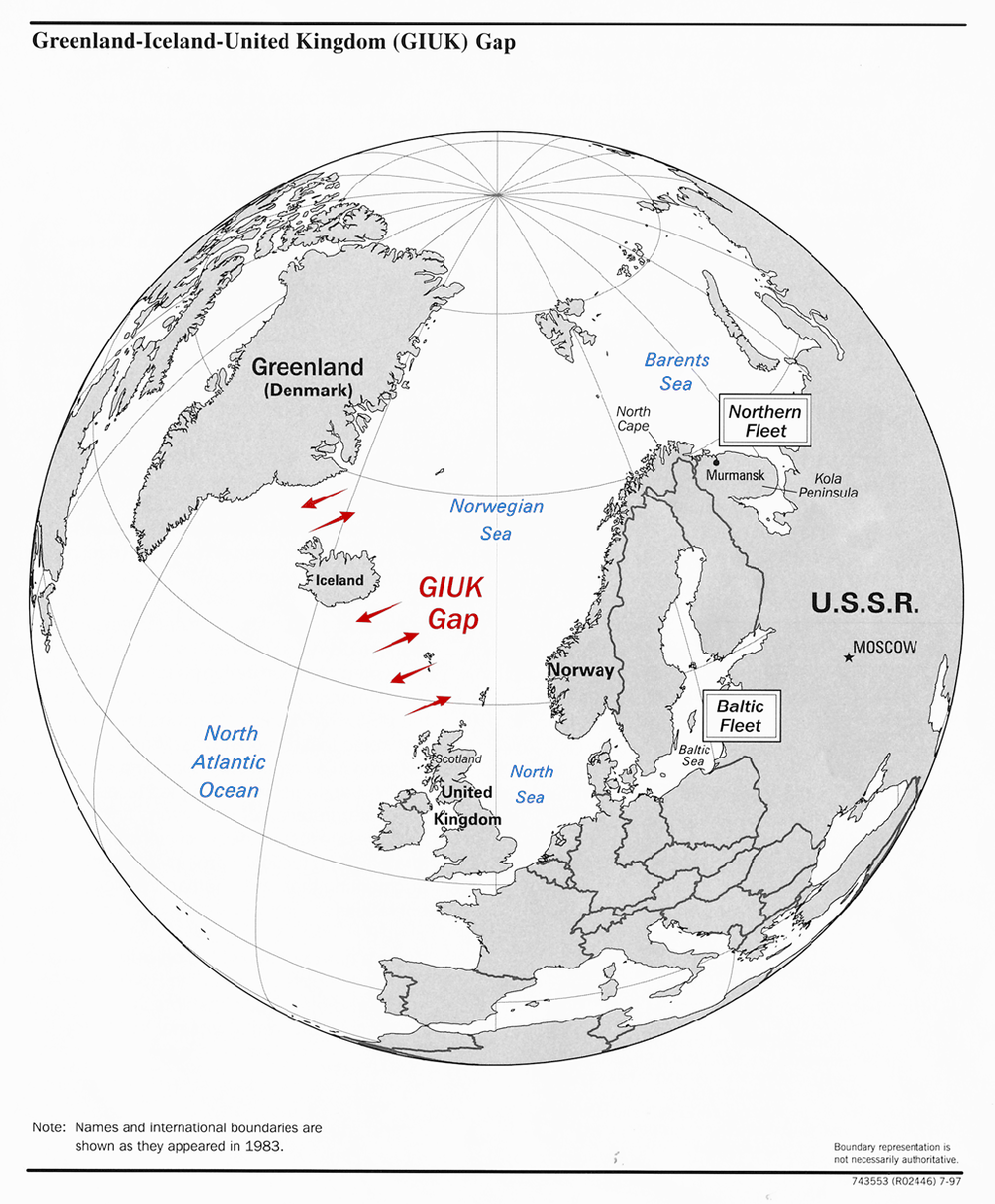
Przesmyk GIUK na północnym Atlantyku (granice międzynarodowe z 1983 r.)

Przesmyk GIUK (ang. GIUK gap) – obszar w północnej części Oceanie Atlantyckim mający duże znaczenie strategiczne dla obronności państw NATO. Nazwa jest akronimem nazw Grenlandii, Islandii i Wielkiej Brytanii, a sam przesmyk to obszar oceanu między nimi, oddzielający Morze Norweskie i Morze Północne od otwartego Oceanu Atlantyckiego.
Utrzymanie dokładnego nadzoru nad przesmykiem GIUK jest kluczowe celem zapewnienia nieprzerwanego funkcjonowania morskich linii komunikacyjnych (SLOC) oraz linii zaopatrzeniowych między europejskimi członkami NATO a Stanami Zjednoczonymi. Bazy wojskowe i instalacje radarowe zarówno na Grenlandii, jak i na Wyspach Owczych odpowiadają za odpowiednią widoczność w regionie i potencjalną pomoc w zwalczaniu okrętów podwodnych (ASW) w przypadku rzeczywistego konfliktu  .
Ze względu na fakt, że większość potencjału rosyjskiej marynarki wojennej jest rozmieszczona we Flocie Północnej, przełęcz GIUK jest ważną, potencjalną trasą tranzytową podczas rosyjskich operacji wojskowych .